# Dwór w Janowicach

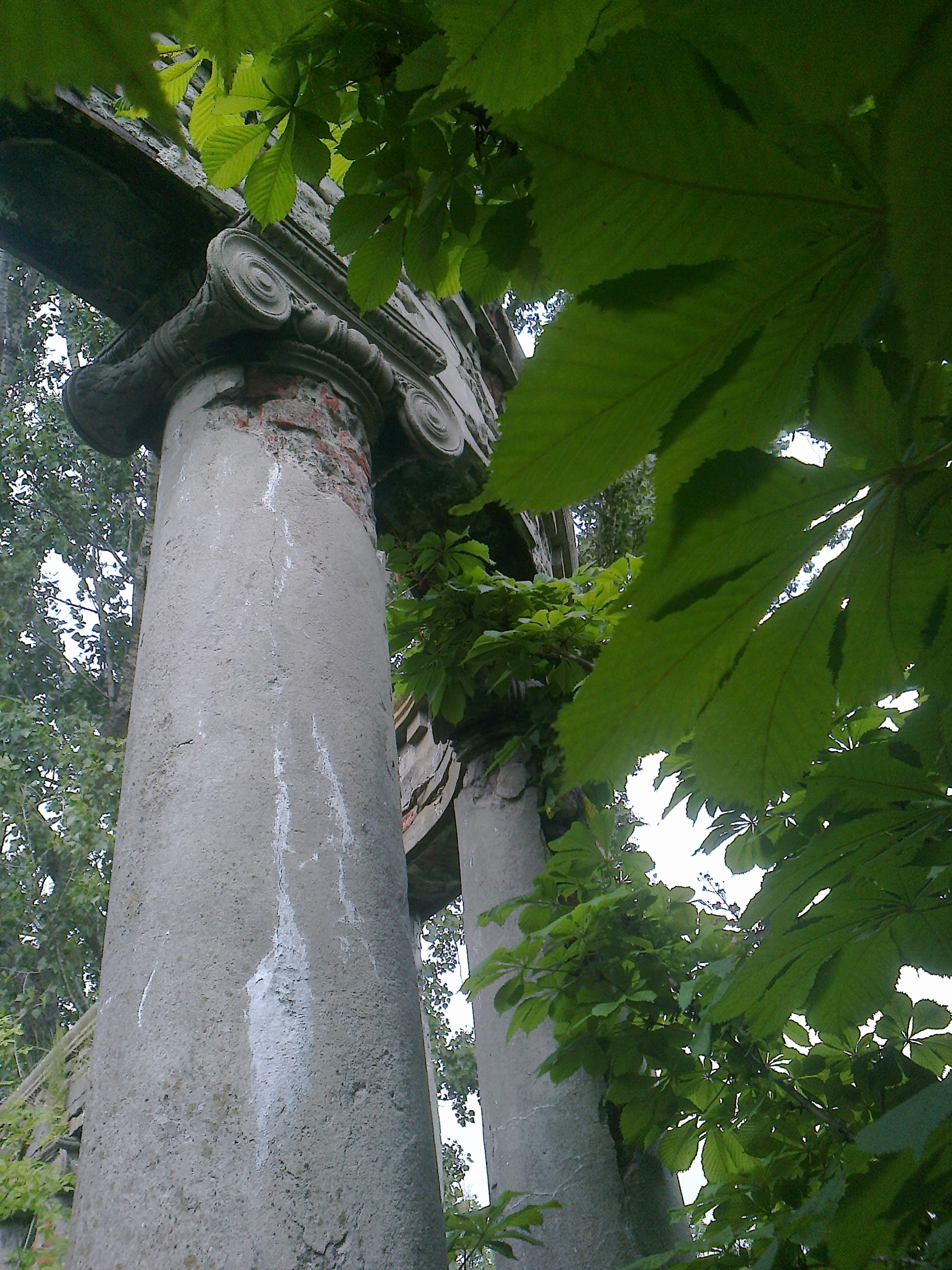
Kolumnada – stan obecny

Dwór w Janowicach – wzniesiony pod koniec XIX wieku z inicjatywy Łoskowskich, którzy byli właścicielami Janowic do II wojny światowej. Dwór charakteryzuje się ciekawą architekturą w postaci m.in. boniowania oraz półkolistej kolumnady wspartej na jońskich kolumnach, która pełniła funkcję altany.
Dwór w Janowicach wybudowano w II poł. XIX w. W 1857 majątek w Janowicach został wystawiony na publiczną licytację, na której zakupił go Leonard Meringe i jeszcze w tym samym roku sprzedał Feliksowi Łoskowskiemu. Kolejnym właścicielem majątku został syn Feliksa i Heleny ze Ślewińskich, sędzia Jan Łoskowski. Ożenił się on z Marią Chełmońską, córką malarza Józefa Chełmońskiego. Na początku II wojny światowej Jan i Maria zostali wysiedleni z Janowic i zamieszkali w Warszawie u córki Izabeli. W 1945 majątek został przejęty przez Skarb Państwa i w części rozparcelowany. Pozostałą część wraz z dworem i zabudowaniami gospodarczymi przejęła Rolnicza Spółdzielnia Produkcyjna w Gaju. W 1981 RSP w Gaju połączyła się ze spółdzielnią w Pęcławicach. W tym czasie doszło do dewastacji dworu. W 1999 dwór, park, stawy i przyległe tereny zostały zakupione przez osobę prywatną, która chciała przywrócić im dawną świetność. Obecnie budynek jest ruiną. Pozostały gołe mury oraz pozostałości dawnego parku.